# محمد السويق
محمد مصطفى السويق هو لاعب المنتخب السعودي للتايكوندو للناشئين ونادي السلام بالعوّامية، حاز على المركز الأول بالميدالية الذهبية في التايكوندو للناشئين في بطولة شرم الشيخ في مصر ليسجل اسمه بطلاً للعالم في الوقت الذي حل فيه منتخب إيطاليا ثانياً، وأوكرانيا ثالثاً وتركيا رابعاً.
يُعدّ محمد مصطفى السويق أول سعودي يحقق بطولة العالم للتايكوندو في تاريخ اللعبة بدون أي خسارة بعد فوزه في جميع اللقاءات التمهيدية ليختتم ذلك باللقاء النهائي ويتوج على إثرها بطلاً للعالم. وسبق للسويق تحقيق فضية بطولة آسيا للناشئين في فيتنام 2017م.

## وصلات خارجية
- مباراة محمد السويق في بطولة العالم لناشئين التايكوندو على اليوتيوب.
- محمد السويق السعودي يفوز ببطوله العالم لتكواندو على اليوتيوب.